# Mazerin
Le Mazerin est un sommet de montagne de l'île de La Réunion, un département d'outre-mer français dans l'océan Indien. Situé le long du rempart montagneux du massif du Piton des Neiges qui place le plateau de la plaine des Lianes en surplomb de la forêt de Bélouve et de la forêt de Bébour, il culmine à 2 092 mètres d'altitude et sert de frontière entre les territoires communaux de Bras-Panon au nord et Saint-Benoît au sud.
Le Mazerin est protégé depuis le 20 mars 1985 au sein d'une réserve biologique domaniale d'une superficie d'environ 2 000 hectares.